# Jakob Engel-Schmidt

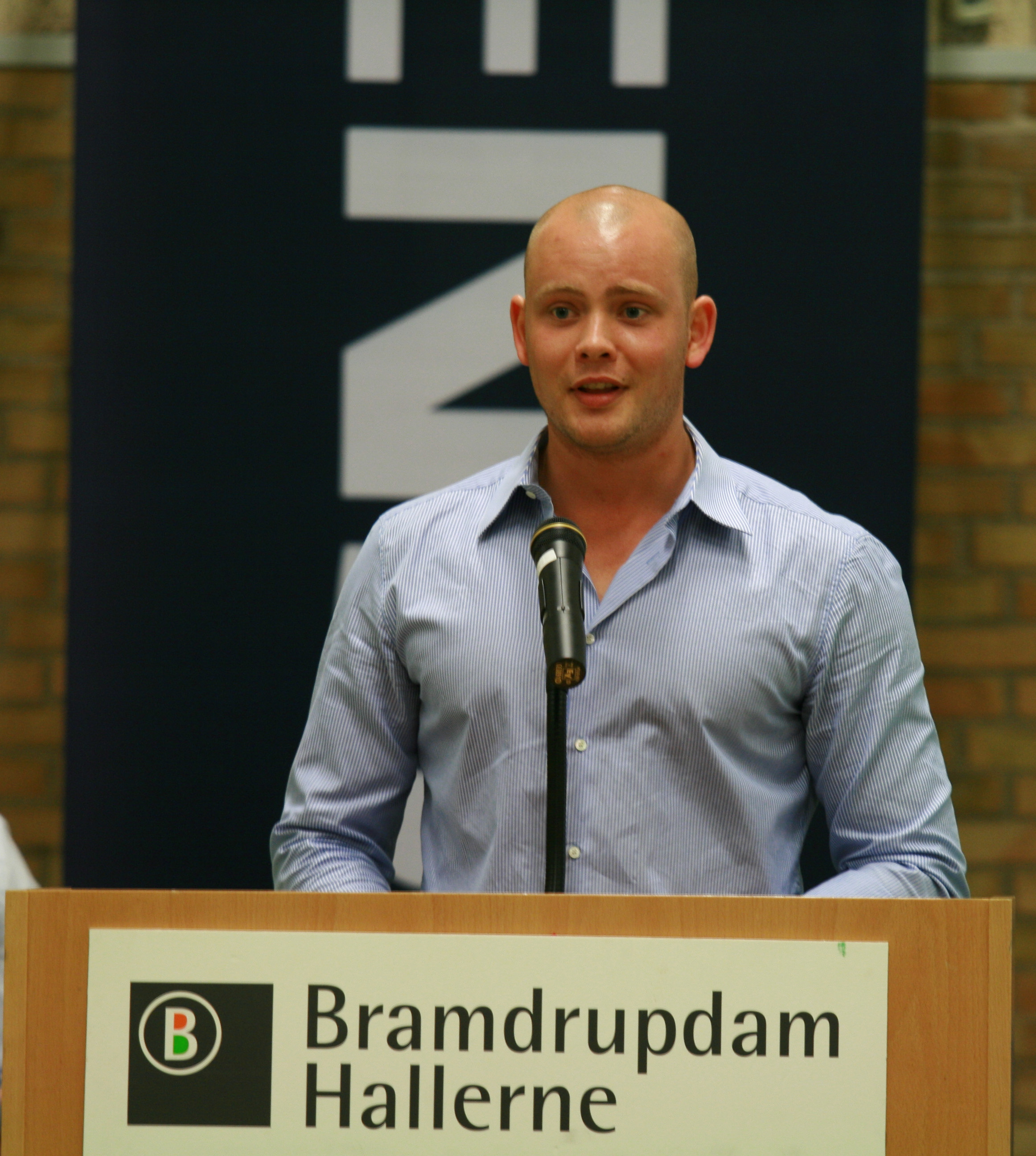
Engel-Schmidt (2008)

Jakob Engel-Schmidt (* 24. Oktober 1983 in Birkerød) ist ein dänischer Politiker und Abgeordneter des dänischen Folketings. Zunächst Mitglied der Partei Venstre – deren Jugendorganisation er von 2009 bis 2011 vorstand – wechselte er 2021 zur neugegründeten Partei der Moderaten. Seit dem 15. Dezember 2022 ist er Kulturminister im Kabinett Frederiksen II.

## Leben und Ausbildung
Geboren als Sohn eines Töpfers und einer Korrespondentin, legte Engel-Schmidt 2002 sein Abitur mit einer mathematischen Spezialisierung am Gymnasium in Birkerød ab. Im Anschluss erwarb er einen Bachelor-Abschluss in Internationalem Management an der Copenhagen Business School (CBS) und der Anglia Ruskin University. Bis 2010 folgte ein postgraduales Masterstudium, erneut an der CBS.
Nach seinem Studienabschluss arbeitete er als Berater und später als Direktor bei der dänischen Industrievereinigung und dem dänischen Unternehmerverband. Zwischen seinen Amtszeiten als Abgeordneter arbeitete er unter anderem im Bereich Public Affairs und am Niels Brock Copenhagen Business College. Zudem ist er Reserveoffizier im dänischen Artillerieregiment.

## Politische Karriere
Von 2009 bis 2011 war Engel-Schmidt Vorsitzender der Jugendorganisation der liberal-konservativen Venstre-Partei (Venstres Ungdom).
2013 zog er für die Venstre als Ersatzkandidat ins dänische Parlament ein und gehörte diesem bis zur Folketingswahl 2015 an. Im Jahr 2016 rückte er erneut ins Parlament nach. Im Sommer 2017 ließ er sich als Abgeordneter beurlauben und kehrte in seinen Job an der Niels Brock Hochschule zurück. Ein Jahr später wurde bekannt, dass Engel-Schmidt kurz vor seinem Ausscheiden aus dem Parlament bei einer Verkehrskontrolle Kokain im Blut nachgewiesen worden war und er im Zuge dessen seinen Führerschein hatte abgeben müssen. Formell behielt er sein Abgeordnetenmandat bis zur Folketingswahl 2019, nahm jedoch keine Aufgaben mehr in dieser Rolle wahr.
2021 verließ Engel-Schmidt die Venstre, um sich der – durch den ehemaligen Ministerpräsidenten und Venstre-Vorsitzenden Lars Løkke Rasmussen neugegründeten – Partei Moderaterne anzuschließen. Bei der Folketingswahl 2022 kandidierte er für seine neue Partei im Großwahlkreis Nordseeland und wurde zum ersten Mal in seiner Karriere direkt ins Parlament gewählt. Im Anschluss wählte die neugegründete Fraktion ihn zu ihrem Politischen Sprecher (politisk ordfører). In der von den Moderaten nach der Wahl mit Socialdemokraterne und Venstre gebildeten Regierung Frederiksen II ist er seit dem 15. Dezember 2022 Kulturminister. Seinen Fraktionsposten als Politischer Sprecher übernahm daraufhin Monika Rubin.